# Crossochelys
Crossochelys – rodzaj wymarłego rogatego żółwia, żyjącego w eocenie.
OpisSzczątki fragmentaryczne prawdopodobnie jednego osobnika, zostały znalezione w 1931 r., przez Coleman S. Williamsa. Cechą charakterystyczną żółwi z rodziny Meiolaniidae, jest to, że miały kostne wyrostki na czaszce. Crossochelys corniger miały narośl w rodzaju kryzy chroniącej kark, która to później rozwinęła się w typowe rogi spotykane u żółwi z rodzaju Meiolania.
Miejsce znalezieniaprowincja Chubut, Argentyna, Ameryka Południowa